# Alberg d'Aragó
L'Alberg d'Aragó és un alberg a La Valletta, Malta. Va ser construït l'any 1571 per allotjar cavallers de l'orde de Sant Joan de la llengua d'Aragó, Navarra i Catalunya. És l'únic alberg que es conserva a La Valletta que conserva el seu disseny manierista original de l'arquitecte Girolamo Cassar. Al Marsamxett Street, en un cos separat, hi ha la House of Catalunya, seu del Ministeri d'Economia del Govern Maltès.
A principis del segle xix, l'edifici va ser requisat per l'exèrcit britànic, i el 1842 va ser llogat al bisbe George Tomlinson, passant a anomenar-se Gibraltar House. En aquest punt s'hi va afegir un pòrtic neoclàssic a la façana, aleshores el gran afegit a l'exterior des del segle XVI. Al segle xix i principis del XX, l'alberg també s'utilitzava com a impremta i escola. Es va convertir en un hospital durant la Segona Guerra Mundial.

## Descripció
És un edifici construït a La Valletta, capital de l'illa de Malta, pels cavallers de l'Orde de Sant Joan de Jerusalem. En l'orde de l'hospital cada llengua tenia una casa on s'allotjaven els cavallers que vivien a la seu central de l'orde, els que hi estaven de visita o no podien costejar-se una casa pròpia. En el mateix temps que es va construir la ciutat de La Valletta (1571), després del Setge de Malta (1565), l'arquitecte Girolamo Cassar va dissenyar i construir els albergs de cada llengua, alguns han estat molt modificats en temps posteriors, fins i tot s'han destruït, però d'altres han sobreviscut sense gaires canvis. En aquest darrer cas hi hauria l'alberg d'Aragó, que no ha patit gaires canvis, només s'hi va afegir un pòrtic neoclàssic a l'entrada durant el segle xix.
L'edifici es basa en un pati central on s'organitzen totes les dependències. L'estil de l'edifici és renaixentista, bastant simple i petit, sobretot en comparació a altres albergs. Al costat de l'alberg es va construir l'església del Pilar, el 1670, actualment regentada per monges franciscanes.
Amb el domini anglès de l'illa va servir com a residència de l'arquebisbe anglicà i amb la independència el 1961 va ser la seu del primer ministre, fins que el 1970 fou traslladada a l'Alberg de Castella. A continuació fou la seu del ministeri de finances i actualment és la seu del ministeri de justícia. Concretament l'edifici està situat a l'Independence Square.

## Història

### Regla hospitalària
L'Alberg d'Aragó va ser dissenyat per l'arquitecte maltès Girolamo Cassar el 1566, convertint-la en l'alberg més antic de la ciutat de La Valletta. El terreny on es va construir va ser comprat el 20 de setembre de 1569 per la suma de 80 scudi i 8 tari. La construcció va començar l'any 1571. L'any 1674, la Llengua d'Aragó va construir l'església de la Mare de Déu del Pilar adjacent a l'alberg. El terratrèmol de Sicília de 1693 va causar greus danys a la façana i a la cara sud-est de l'alberg, però els danys van ser reparats posteriorment. L'església també va quedar malmesa, i es va reconstruir amb un nou disseny, acabant-se l'any 1718.
L'Alberg té un gran subterrani que originàriament s'utilitzava per als cavalls. En algun moment s'hi va instal·lar un sistema d'aigua, possiblement després de la construcció de l'aqüeducte de Wignacourt. Al segle xviii el soterrani va ser reconvertit i utilitzat com a forn. Aquesta part de l'Alberg va ser enterrada més tard, probablement a l'època britànica. Els estudis inicials afirmen que el forn servia de fleca. L'accés al subterrani es va veure alterat substancialment després del terratrèmol i la posterior construcció d'edificis propers. Després del redescobriment de la fleca, es va decidir restaurar-la i obrir-la al públic.

### Època britànica
L'orde de Sant Joan va ser expulsat de Malta amb la invasió i ocupació francesa el 1798. Dos anys més tard, les illes malteses es van convertir en un protectorat britànic i l'alberg va ser requisat per l'intendent. De 1822 a 1824, l'edifici va acollir la impremta del govern. A finals de la dècada de 1830, l'edifici va ser la residència del secretari en cap de Govern.
El 1842, l'alberg va ser llogat a George Tomlinson, el bisbe anglicà de Gibraltar, i l'edifici es coneixia com a Gibraltar House. L'única modificació important de l'alberg, un pòrtic dòric que condueix a la porta principal, probablement es va construir en aquest moment.

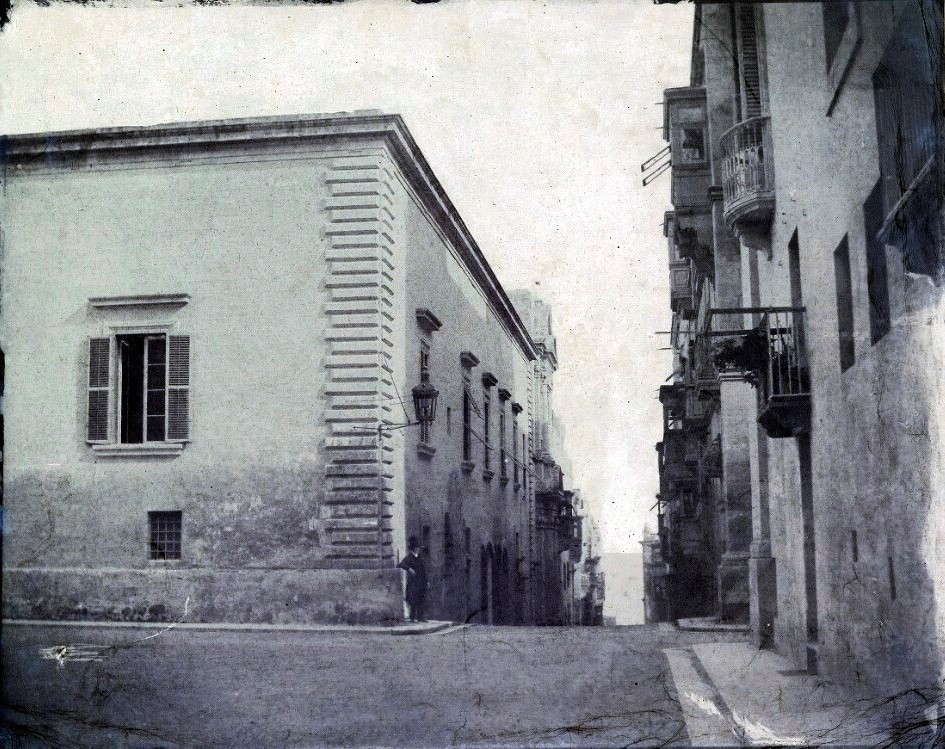
L'edifici l'any 1846

Després que Malta va rebre l'autogovern el 1921, l'alberg es va convertir en una escola. El 1924, després de l'elecció d' Ugo Pasquale Mifsud com a primer ministre de Malta, l'edifici es va convertir en l'Oficina del Primer Ministre (OPM). L'any 1931 es va plantejar traslladar el parlament del Palau del Gran Mestre a l'alberg, però no es va materialitzar. L'edifici va continuar albergant l'OPM fins que l'oficina va ser abolida després de la suspensió de la constitució el 1933. Del 1933 al 1939 l'edifici va quedar buit. El 1939, l'alberg va ser donat a l'Institut Britànic. Va ser utilitzat com a hospital per a famílies britàniques durant la Segona Guerra Mundial conegut com l'Hospital de les Famílies Militars.
L'any 1947 es va atorgar una nova constitució, que restablia l'autogovern i restablia el càrrec de primer ministre. En aquest moment l'Institut Britànic es va traslladar a la propera Casa Bolino. L'alberg es va tornar a utilitzar com a OPM, amb Paul Boffa el primer primer ministre a utilitzar-lo com a oficina. El 16 de gener de 1951, el primer ministre George Borg Olivier va presentar una petita maqueta de bronze de Les Gavroches, creada per l'artista Antonio Sciortino, a la princesa Isabel (ara reina Isabel II) en una cerimònia celebrada a l'edifici. Les illes es van independitzar com a Estat de Malta el 1964, i la independència es va redactar sobre una taula que encara es manté a l'alberg avui dia.

### Malta independent

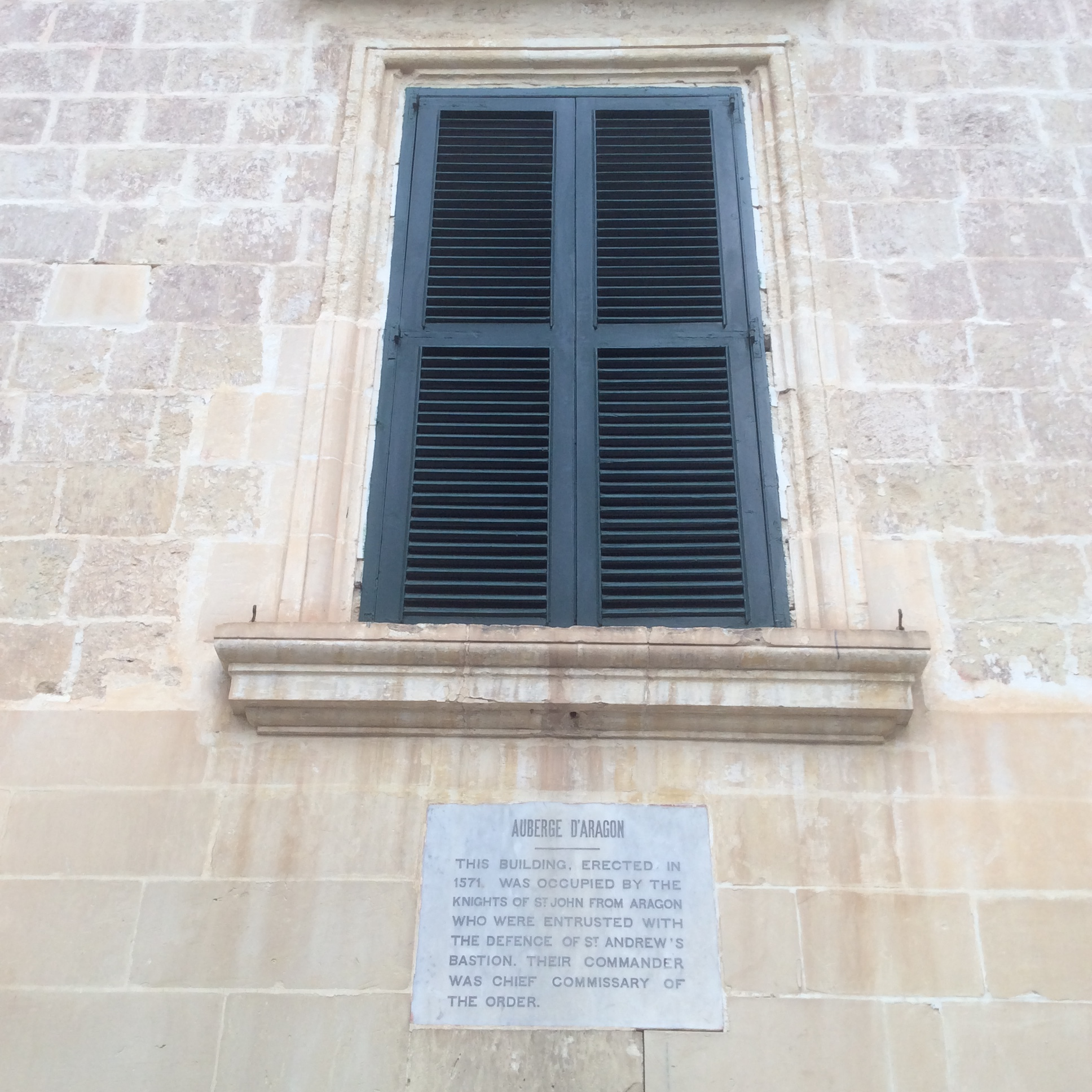
Placa a l'alberg

L'Alberg d'Aragó va continuar albergant l'OPM fins a l'any 1972, quan Dom Mintoff va traslladar l'oficina a l'Alberg de Castella, on es conserva fins als nostres dies. L'edifici va acollir posteriorment el Ministeri d'Educació i Cultura, que llavors era dirigit per la ministra Agatha Barbara, que més tard esdevingué president de Malta. Després de les eleccions de 1987, el secretari parlamentari d'Indústria, John Dalli, va ocupar els seus càrrecs a l'alberg, i el va utilitzar més tard com a Ministeri d'Afers Econòmics. Més tard, aquest va ser rebatejat com a Ministeri de Serveis Econòmics i, després de 2003, Ministeri d'Hisenda i Serveis Econòmics.
El març de 2004, l'alberg es va convertir en l'Oficina del Viceprimer Ministre i el Ministeri de Justícia i Afers Interiors. A partir de 2012, va ser utilitzat pel Ministeri d'Interior i Afers Parlamentaris, i més tard es va convertir en el Ministeri d'Afers Interiors i el Ministeri d'Afers de la UE. El 2016, l'edifici va acollir l'Oficina del Viceprimer Ministre així com el secretari parlamentari de la Presidència de la UE 2017 i els Fons de la UE. Des del 2017, l'alberg acull el Ministeri d'Afers Europeus i Igualtat.
Durant les obres de restauració realitzades el 2019, es van descobrir un forn de fleca de principis del segle xviii, alguns pous i canals d'aigua enterrats sota les runes en una part subterrània de l'alberg.
L'edifici va ser inclòs a la Llista d'Antiguitats de 1925 juntament amb la resta d'albergs de La Valletta. Ara està programat com a monument nacional de grau 1 per l'Autoritat de Planificació i Medi Ambient de Malta, i també figura a l'Inventari Nacional de Béns Culturals de les Illes Malteses.

## Arquitectura

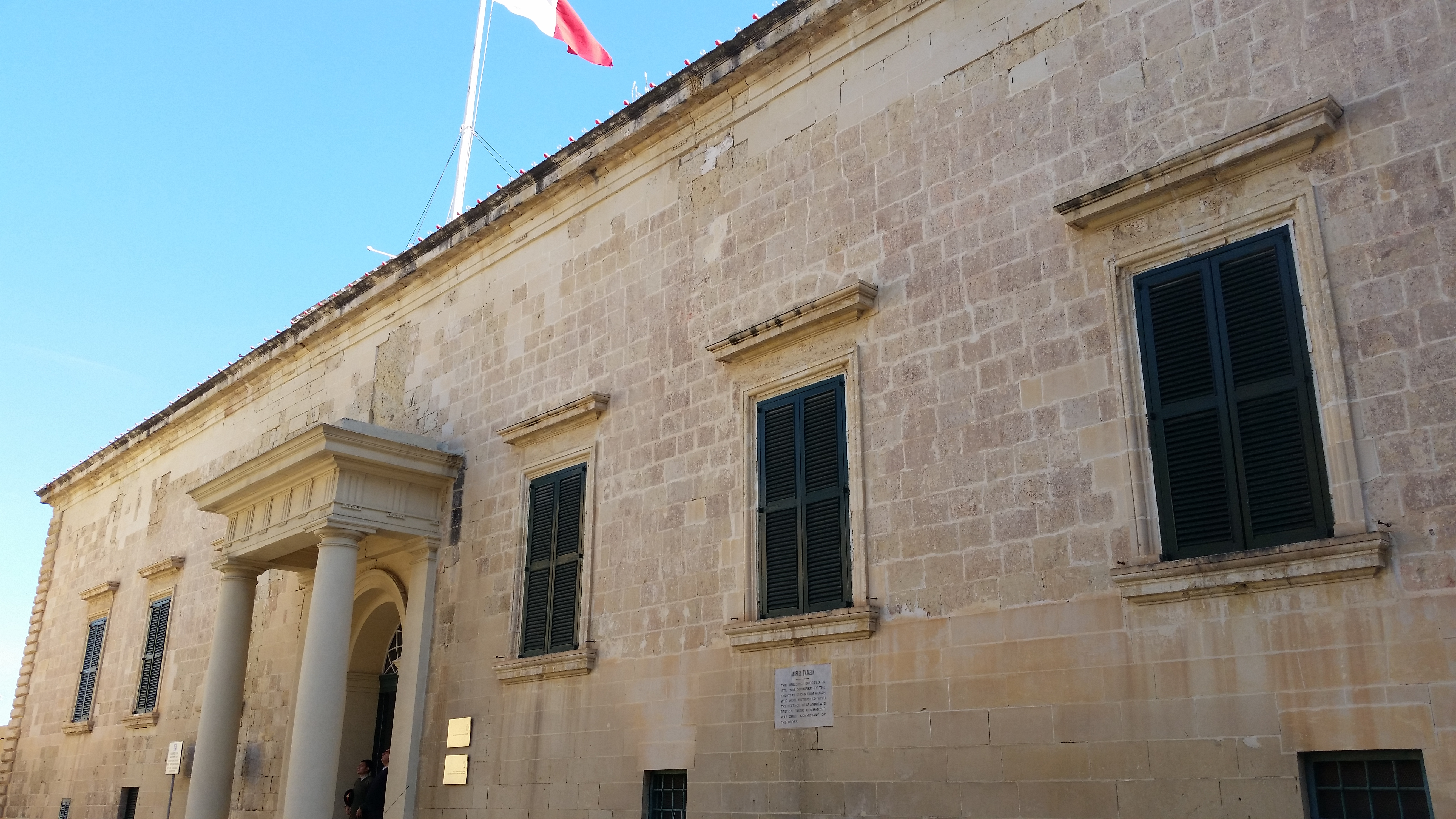
Vista de l'alberg

L'Alberg d'Aragó està construït en l'estil manierista típic del seu arquitecte Girolamo Cassar i és l'únic alberg de La Valletta que encara conserva el seu disseny original. És un edifici d'una sola planta de planta rectangular i un pati central porxat.
L'edifici no té una façana simètrica, malgrat l'esforç de l'arquitecte per fer-ho semblar. Conté una porta principal flanquejada per tres finestres motllurades a banda i banda. És més aviat planer, amb el seu èmfasi decoratiu sent la cornisa contínua al nivell de la coberta i els angles rústics. Un pòrtic dòric condueix a la porta, i és l'única modificació important de l'alberg.
L'edifici va ser pintat originàriament en ocre vermell, un color utilitzat per l'Orde per marcar els edificis públics. Encara es poden veure algunes restes de la pintura a la part posterior de l'alberg. L'interior de l'edifici conté algunes sales d'època renaixentista.